# Heizkraftwerk Reuter West
Das Heizkraftwerk Reuter West ist ein mit Steinkohle betriebenes Heizkraftwerk (HKW) im Berliner Ortsteil Siemensstadt. Die beiden 300-MW-Blöcke gingen 1987 und 1989 als Grundlast-Kraftwerk in Betrieb, direkt neben dem 2019 stillgelegten HKW Reuter.
Das HKW Reuter West ist das leistungsstärkste Kraftwerk in Berlin. Es kann fast eine halbe Million Haushalte mit Fernwärme und eine Million Haushalte mit Strom versorgen. Betrieben wird es von der BEW Berliner Energie und Wärme GmbH, einem im Mai 2024 rekommunalisierten Energieversorgungsunternehmen.

## Eckdaten
- Betreiber: BEW Berliner Energie und Wärme AG (bis Mai 2024: Vattenfall Europe Wärme AG; vormals: Bewag)
- Name: HKW Reuter West, Block D+E
- Kapazität: Elektrische Leistung: 600 MW und Thermische Leistung: 878 MW[1]
- Kesselbauer: Balcke-Dürr
- Turbine: Siemens KWU
- Kühlung: Kühlturm und Fernwärmenetz
- Leittechnik: Invensys I/A Series

## Planung und Bau
Erste Planungen für ein neues Kraftwerk in West-Berlin sahen dieses im Bereich des vorhandenen Kraftwerks Oberhavel vor. Ende 1976 änderte der Senat die Planungen und sah das Kraftwerk nun am Oberjägerweg in Hakenfelde, unmittelbar an der Grenze zur DDR, vor. 1977 wurde auch diese Planung wieder aufgegeben und 1978 der Standort neben dem Heizkraftwerk Reuter festgelegt. Der Nachteil dieses Standortes war die Begrenzung der Bauhöhe aufgrund der Nähe zum mittlerweile aufgegebenen Flughafen Tegel. Im äußersten Fall wäre eine Bauhöhe von 122 m über dem Gelände möglich. Die ursprüngliche Planung für den Bau des Kraftwerkes sah eine Bauhöhe für Kesselhäuser und Kühlturm von mehr als 100 m vor. Der Kühlturm erhielt nun eine Höhe von 100 m und der Schornstein die Maximalhöhe von 122 m. Ein Gutachten von 1979 ergab jedoch, dass durch die gekürzte Schornsteinhöhe (im Vergleich zur Ursprungsplanung) Störungen in der Rauchgasabführung auftreten können. Erst mit umfangreichen Modellversuchen im Windkanal für verschiedene Anordnungen der Baukörper wurde eine befriedigende Lösung gefunden.
Die Baupläne für die Kesselhäuser wurden angepasst, wobei die Grundflächen unverändert blieb. Die Kessel wurden in ihrer Höhe auf 74 m reduziert, was durch einen größeren Querschnitt ausgeglichen wurde. Das hatte zur Folge, dass die Langrohrbläser auf mittlerer Höhe länger wurden. An diesen Stellen erreichten sie fast die Kesselhausinnenwände und ein Passieren der Bläser wäre nicht mehr möglich gewesen. Deswegen wurde in diesen Bereichen ein Anbau von etwa 1,50 m Breite vorgenommen.
Bei dem Kühlturm handelt es sich um einen Naturzugkühlturm, der ebenfalls gegenüber der ursprünglichen Planung in der Höhe reduziert ausgeführt werden musste. Das hatte zur Folge, dass nicht der gewünschte Wirkungsgrad erzielt wurde.
Dem Kesselhaus ist ein Katalysator (DeNOx) zur Reduzierung der Stickoxide nachgeschaltet. Dieser wird von zwei Betonstützen getragen, in denen sich je ein Aufzug und ein Treppenhaus befinden.
Ein Elektrofilter wurde dem Katalysator nachgeschaltet. Dieser filtert Flugasche (vom Gesetzgeber auch als Staub bezeichnet) aus den Rauchgasen.
Anschließend befinden sich die Saugzuggebäude, die Rauchgasentschwefelungsanlage und der 122 m hohe Schornstein.
Der Netzanschluss erfolgt auf der 380-kV-Höchstspannungsebene in das Netz von 50Hertz Transmission. Der erste Mast der von der Schaltanlage ausgehenden 380-kV-Freileitung ist aus ästhetischen Gründen als schornsteinähnlicher 66 m hoher Betonmast (mit Stahlfachwerktraversen) ausgeführt worden.

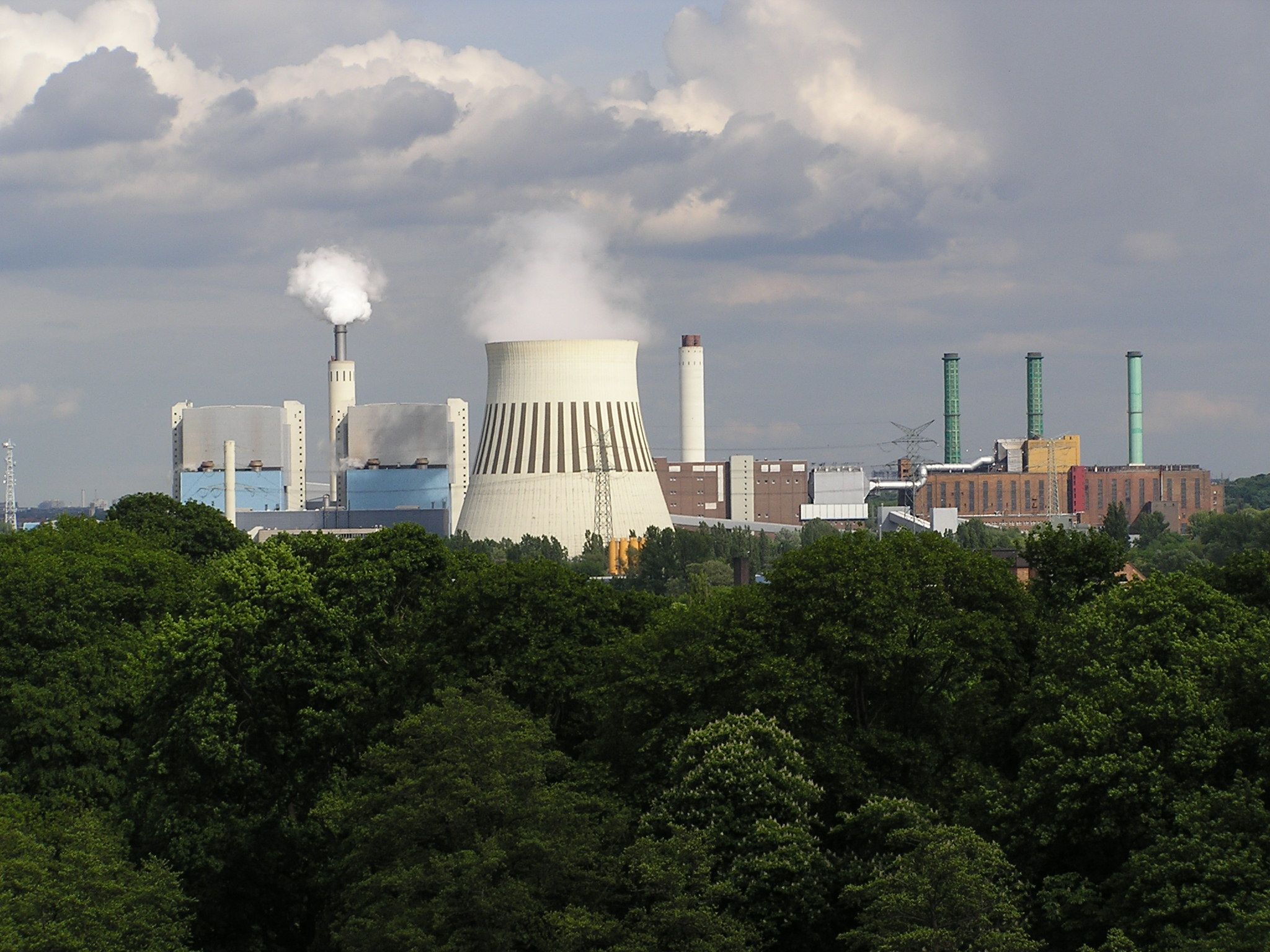
Heizkraftwerke Reuter West (links) und Reuter (rechts)
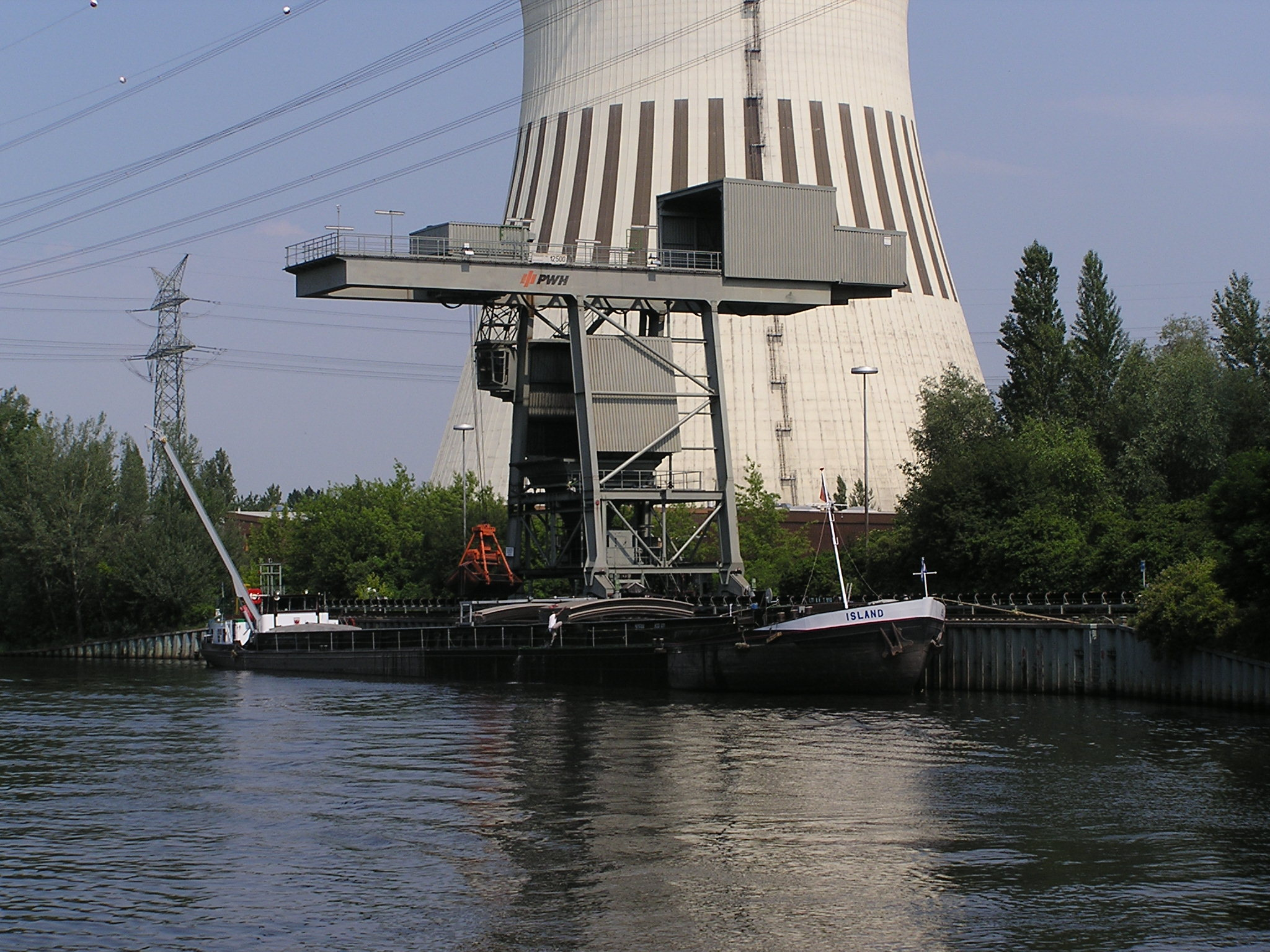
Kohleanlieferung über die Spree
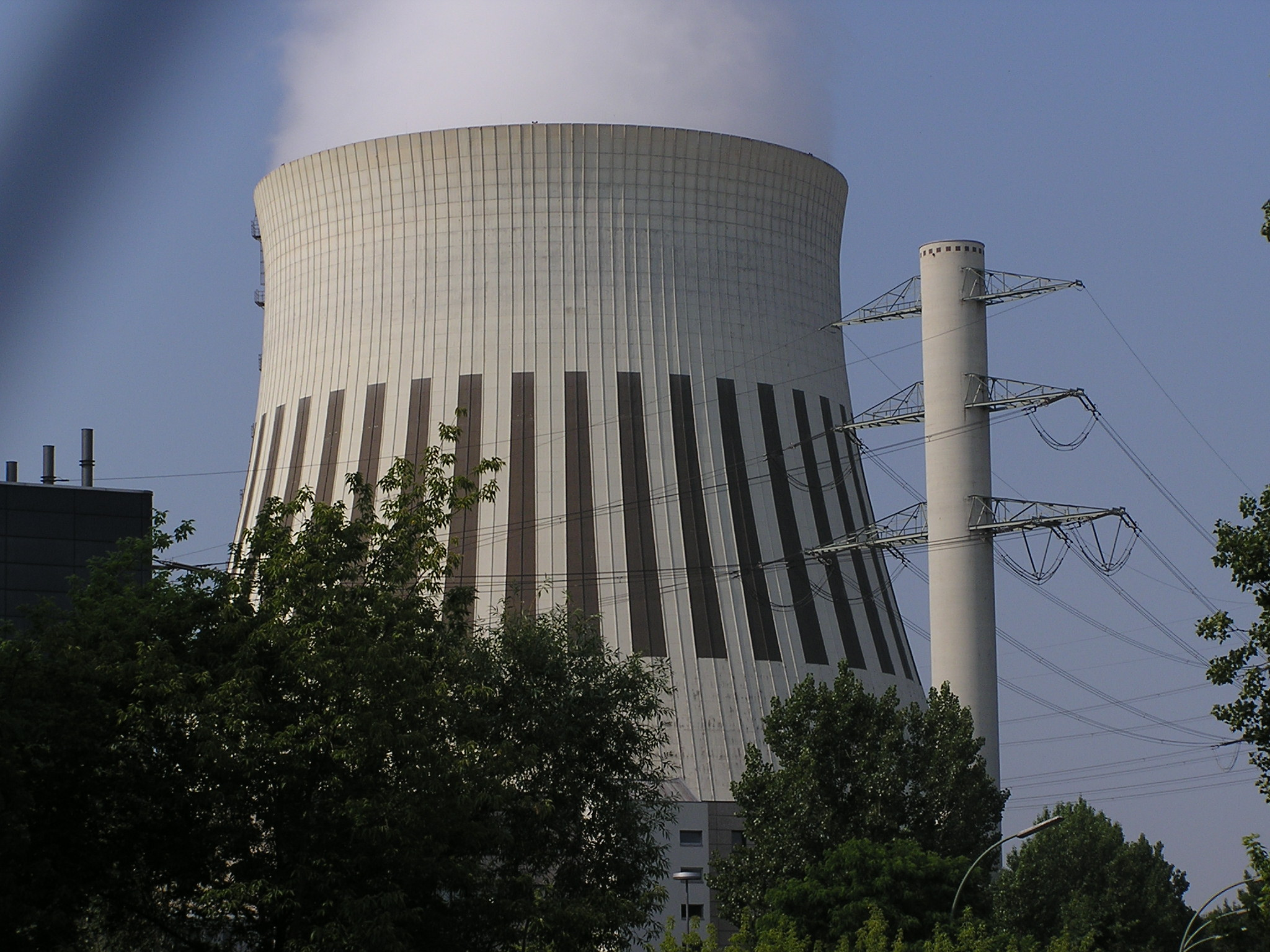
Kühlturm und Freileitungsmast aus Beton
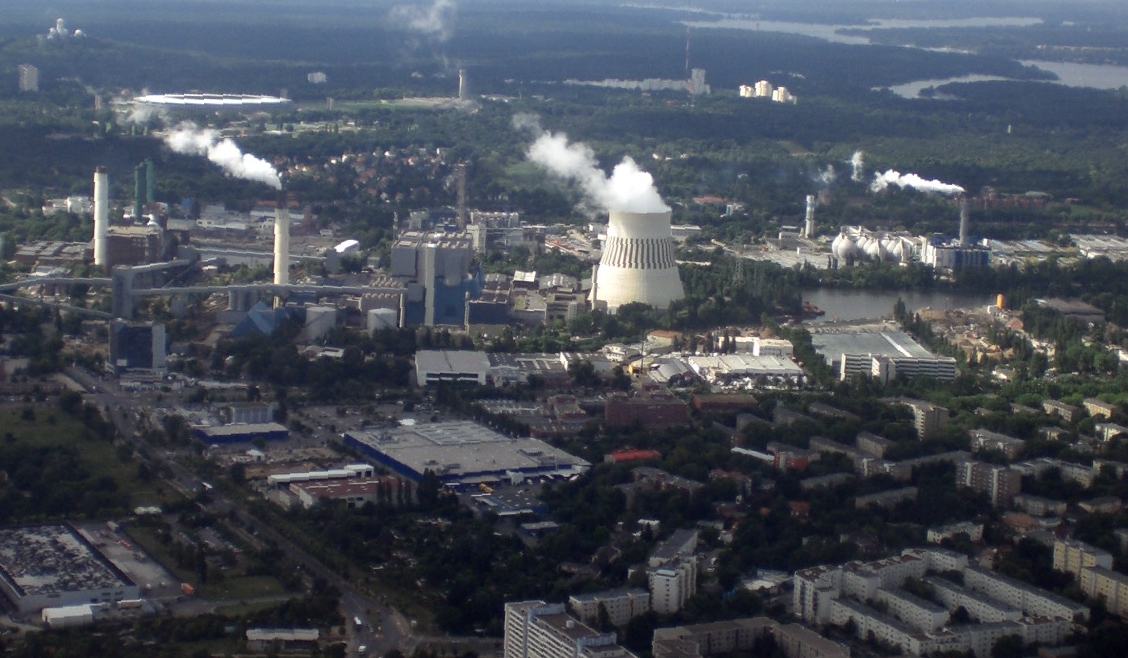
Luftansicht

## Ausbau nach 2012

### Power-to-Heat
Europas größte Power-to-Heat-Anlage mit einer thermischen Leistung von 120 MW (drei Kessel zu je 40 MW) ging im September 2019 in Betrieb. Dadurch kann zu Zeiten hoher Stromproduktion und geringer Nachfrage der überschüssige Strom für das Fernwärmenetz genutzt werden. Der Neubau ersetzte den 1969 erbauten Block C, den letzten im Heizkraftwerk Reuter, dessen Stromproduktion damit endete.

### Wärmespeicher
Ein Fernwärmespeicher an diesem Standort war bereits 2013 im Genehmigungsverfahren, sollte ab 2014 gebaut werden und 2016 in Betrieb gehen. Dazu kam es jedoch zunächst nicht, erst im Oktober 2020 traf Vattenfall endgültig die Entscheidung für die Investition. Die Anlage war ab 2020 im Bau. Die Inbetriebnahme war zunächst für Ende 2022 vorgesehen und fand tatsächlich ab März 2023 statt.
Im Winter kann die Anlage mit 120 Megawatt Wärmeleistung Wärme und Warmwasser für etwa 30.000 Haushalte bieten, während im Sommer die Warmwasserleistung für rund 360.000 Haushalte reicht. Mit einem Fassungsvermögen von 56 Millionen Liter Wasser handelt es sich dabei um Deutschlands größten Wärmespeicher. Damit soll das in Kraft-Wärme-Kopplung betriebene Heizkraftwerk bei hohem Strompreis unabhängig von der Wärmenachfrage betrieben werden können. Andererseits kann es auch abgeschaltet werden, wenn aufgrund geringen Strombedarfes oder hoher Einspeisung regenerativer Erzeuger zwar noch Wärme, aber kein Strom benötigt wird.